# NGC 7250
NGC 7250 ist eine Spiralgalaxie vom Hubble-Typ Sd im Sternbild Eidechse. Sie ist rund 62 Millionen Lichtjahre von der Milchstraße entfernt.
Die Galaxie wurde am 8. November 1790 von dem Astronomen William Herschel mit seinem 18,7-Zoll-Spiegelteleskop entdeckt und später von Johan Dreyer in seinen New General Catalogue aufgenommen.